# Carlinhos Carneiro
Carlinhos Carneiro, apelido de Carlos de Mascarenhas Carneiro (Porto Alegre, 6 de outubro de 1978), é um músico, compositor, ator, jornalista e escritor brasileiro. Líder e vocalista da banda brasileira Bidê ou Balde, também é fundador da banda Império da Lã.

## Biografia
Filho de pai nascido em Bagé e mãe de Dom Pedrito, Carlinhos viveu em Porto Alegre até 1984, ano que fez com que ele fosse para São Paulo, onde morou por 3 anos. Em 1987 Carlinhos voltou para Porto Alegre, porém em 1991 mudou-se para Cachoeira do Sul com a família. 
Então estudante de Jornalismo, pisou no palco pela primeira vez no dia 10 de dezembro de 1998, em show no bar chamado Virtual em Porto Alegre e lançou a banda Bidê ou Balde.
Ao lado da Bidê ou Balde, entre 2000 e 2015, Carlinhos comandou o lançamento de cinco álbuns e três EPs, além de ter participado do bem-sucedido Acústico — MTV Bandas Gaúchas. Os clipes de "Melissa", "Bromélias", "Cores bonitas" e "É preciso dar vazão aos sentimentos" concorreram nos VMBs da MTV Brasil. Em 2001 a banda arrebatou o prêmio de Melhor Revelação da premiação da MTV Brasil.
Em novembro de 2014 lançou seu primeiro livro intitulado Uns Troço do Só Mascarenhas, publicado pela Editora Stereophonica. O livro reúne histórias divertidas sob o olhar de Só Mascarenhas, "um escritor falecido que insiste em viver e mora em Aceguá" e é ilustrado por Carla Barth, que já realizou ilustrações para revistas como Rolling Stone Brasil, Amelia”s Magazine (UK) e Clam Magazine (FRA).
Em 2020, Carneiro voltou a trabalhar com jornalismo, como repórter do programa Minha Receita na Band, com apresentação do chef Erick Jacquin, após igualmente ter comandado atrações na rádio Ipanema FM, na MTV e no canal Octo, do Grupo RBS.
Em janeiro de 2024, lança o álbum Flulinhoneiro ao lado de Flu.

## Carreira

### Obras Literárias
- 2014 - Uns Troço do Só Mascarenhas[3]

### Discografia

#### ComBidê ou Balde
- 2000 - Se sexo é o que importa, só o rock é sobre amor!
- 2001 - Para Onde Voam os Ventiladores de Teto no Inverno? (EP)
- 2002 - Exijo Respeito! Quero Viver! (EP) - Em parceria com Detran-RS
- 2002 - Outubro ou Nada
- 2004 - É Preciso Dar Vazão Aos Sentimentos
- 2005 - Acústico MTV: Bandas Gaúchas
- 2011 - Adeus, Segunda-feira Triste (EP)
- 2012 - Eles São Assim. E Assim Por Diante. [4]
- 2014 - Tudo Funcionando Direito & Mesmo Que Mude (Vinil)

#### Com Império da Lã
- 2014 - Saudades de Beber[5]

## Bidê ou Balde
- Carlinhos Carneiro
- Leandro Sá
- Vivi Peçaibes
- Rodrigo Pilla